# カイステア科
カイステア科（Kaistiaceae）はプロテオバクテリア門アルファプロテオバクテリア綱ヒフォミクロビウム目の科の一つである。

## 概要
グラム陰性、非運動性、好気性及び化学有機栄養性の球菌又は桿菌である。ゲノム配列から計算されたGC含量は約64.5～67.1%であるが、文献で報告されている範囲は61.6～69.0mol%である。

## 歴史
- タイプ属となるカイステア属（Kaistia）は2004年にImらにより公表されたが、このとき、所属科は決定されていなかった[7]。
- 2007年にGarrityらによりリゾビウム科（Rhizobiaceae）に分類されたが、その理論的根拠は明らかではなかった[9]。
- 2020年に、アルファプロテオバクテリア綱の16S rRNA遺伝子配列及び分類体系の解析により、当時、どの科に所属するか不確定であったBauldia属とカイステア属は表現型をほぼ同じとし、遺伝子含有量分析では分岐群をある程度支持することから、新科としてカイステア科がヒフォミクロビウム目に追加された[1]。
- 2022年にVasilyevaらはプロステコミクロビウム属（Prosthecomicrobium）をこの科に分類するよう論文発表した[10]。